# Fenella Langridge
Fenella Langridge, née le 6 mars 1992 à Winchester, est une triathlète professionnelle anglaise, vainqueur sur distance Ironman 70.3.

## Biographie
Fenella Langridge connaît sa première victoire sur distance Ironman 70.3 en 2018, l'année de ses premiers podiums, sur le sol d'Edinburgh. L'année d'après elle remporte un deuxième titre à Barcelone devant la belge Sara Van de Vel et la hongroise Gabriella Zelinka. En 2021, elle termine troisième du prestigieux Challenge Roth dans un temps de 8 h 27 min 4 s derrière l'allemande Anne Haug et l'anglaise Laura Siddall.

## Palmarès triathlon
Le tableau présente les résultats les plus significatifs (podium) obtenus sur le circuit national et international de triathlon depuis 2015,.
| Année | Compétition                      | Pays           | Position           | Temps           |
| ----- | -------------------------------- | -------------- | ------------------ | --------------- |
| 2023  | Challenge Londres                | Royaume-Uni    | Médaille d'or      | 4 h 2 min 11 s  |
| 2023  | Ironman Afrique du Sud           | Afrique du Sud | Médaille d'argent  | 8 h 13 min 16 s |
| 2022  | Challenge Roth                   | Allemagne      | Médaille d'argent  | 8 h 31 min 41 s |
| 2022  | Challenge Salou                  | Espagne        | Médaille d'or      | 3 h 50 min 41 s |
| 2021  | Challenge Roth                   | Allemagne      | Médaille de bronze | 8 h 27 min 4 s  |
| 2021  | Ironman Coeur d'Alene            | États-Unis     | Médaille d'argent  | 8 h 59 min 49 s |
| 2020  | Ironman 70.3 Les Sables D'Olonne | France         | Médaille de bronze | 4 h 19 min 21 s |
| 2020  | Outlaw Half                      | Royaume-Uni    | Médaille de bronze | 4 h 10 min 1 s  |
| 2019  | Ironman 70.3 Barcelone           | Espagne        | Médaille d'or      | 4 h 37 min 42 s |
| 2019  | Ironman 70.3 Elsinore            | Royaume-Uni    | Médaille d'argent  | 4 h 6 min 14 s  |
| 2019  | Challenge Geraardsbergen         | Belgique       | Médaille d'argent  | 4 h 20 min 46 s |
| 2018  | Ironman 70.3 Weymouth            | Royaume-Uni    | Médaille de bronze | 4 h 28 min 6 s  |
| 2018  | Ironman 70.3 Edinburgh           | Royaume-Uni    | Médaille d'or      | 4 h 37 min 46 s |
| 2018  | Ironman 70.3 Staffordshire       | Royaume-Uni    | Médaille de bronze | 4 h 29 min 50 s |
| 2018  | Ironman 70.3 Barcelone           | Espagne        | Médaille d'argent  | 4 h 39 min 3 s  |
| 2018  | Ironman 70.3 Pays d'Aix          | France         | Médaille de bronze | 4 h 28 min 24 s |
| 2015  | Championnat britannique          | Royaume-Uni    | Médaille de bronze | 2 h 4 min 30 s  |